# Засенкове
Засенкове — ландшафтний заказник місцевого значення. Об'єкт розташований на території Прилуцького району Чернігівської області, з західного боку від с. Білорічиця
.
Площа — 21 га, статус отриманий у 2020 році.
Територія є історичною і природною пам’яткою Прилуччини, що була створена як парк ще у 1873 році. Дана місцевість є значним осередком поширення рідкісних та червонокнижних видів рослин: конвалії лісової, сону великого, пролісків лісових, підсніжнику білого.